# Airioja
De Airioja is een beek is een rivier binnen de Zweedse  provincie Norrbottens län. De beek krijgt haar water uit het moeras Airivuoma en voert het oostwaarts af naar het Ylinen Ylinenjärvi. De Airioja is ongeveer 5 kilometer lang.